# Budget du gouvernement du Québec de 1995
Lire en ligne

Discours sur le budget

1994 1996
Le budget du gouvernement du Québec de 1995 s'appliquant à l'année fiscale 1995-96 est présenté par Jean Campeau le 9 mai 1995 à l'Assemblée nationale. C'est le premier (et seul) exposé budgétaire de Jean Campeau et le seul budget présenté sous le gouvernement Parizeau.

## Contexte
Ce budget est le premier présenté après les élections de septembre 1994 où le Parti québécois a remporté la majorité des sièges. Jacques Parizeau, devenu premier ministre, a promis qu'un référendum sur la souveraineté serait tenu en 1995, un projet de loi en ce sens est déposé le 6 décembre 1994. Le budget est présenté un mois après que la date du référendum ait été repoussée à l'automne 1995.
Le budget précédent connait une exécution difficile avec des recettes fiscales inférieures de 681 millions aux prévisions, des transferts plus faibles que prévu du fait de modifications statistiques relevées par Statistiques Canada et des dépenses plus élevées que prévu du fait d'une hausse des taux d'intérêts en 1994 (hausse du coût de la dette publique), conséquence du relèvement du taux directeur de la réserve fédérale américaine à partir de février 1994.
Le contexte économique a continué de s'améliorer en 1994 au Québec. La croissance du PIB réel (+ 3,6 %) est la meilleure depuis 1988 et est meilleure que prévu lors du discours sur le budget précédent (+ 3,2 %), en grande partie du fait d'un très bon niveau d'exportations. 76 000 emplois ont été créés, là encore le meilleur résultat depuis 1988.

### Déclaration du 21 décembre 1994
Sans attendre le budget 1995, Jean Campeau annonce le 21 décembre 1994 dans une déclaration ministérielle à l'Assemblée nationale la création du crédit d'impôt Premier toit comportant deux volets:
- Un crédit d'impôt de 20 % sur les intérêts hypothécaires[note 1] à l'achat d'un logement neuf acheté entre le 21 décembre 1994 et le 31 décembre 1995[note 2] ;
- Un crédit d'impôt de 10 % sur les rénovations faites à l'achat d'un logement existant[note 3] sur la même période que le volet précédent.

En avril 1995 le député de Papineau Norman MacMillan interpelle Jean Campeau sur l'échec du programme Premier toit. Ce dernier concède que le programme n'a pas atteint ses objectifs et que le gouvernement est en voie d'apporter des correctifs :

« Alors, je suis conscient que ce programme, et je tiens à le dire au député, n'a pas pris l'ampleur souhaitée et que son application est difficile dans le contexte où les constructeurs d'habitation n'arrivent pas à vendre les unités construites avant l'entrée en vigueur du programme. »

— Jean Campeau, ministre des Finances
Dans le discours du budget la règle relative à la date du permis de construire est abolie pour faciliter la vente des logements démarrés avant le 31 octobre 1994 mais dont la vente était rendue difficile puisqu'ils ne qualifiaient pas pour le programme Premier toit.

## Principales mesures

### Impôt sur le revenu
Pour la première fois depuis plusieurs années, l'impôt sur le revenu des particuliers est presque inchangé excepté pour quelques mesures spécifiques :
- Le crédit d'impôt Premier toit annoncé en décembre 1994 ;
- Un nouveau crédit d'impôt de 20 % à l'achat d'actions dans le fonds de travailleurs de la CSN[10] ;
- Le montant maximal du crédit d'impôt remboursable pour frais d'adoption est doublé passant de 1 000 à 2 000 $[11],[12] ;
- Une déduction spéciale est accordée aux artistes[13] ;
- Le crédit non-remboursable pour contributions politiques est augmenté (montant maximum passant de 140 $ à 250 $ avec un taux bonifié à 75 % pour les premiers 200 $ de contributions)[note 4],[14],[15].

### Taxe de vente du Québec
Le ministre annonce dans son budget une réforme de la TVQ afin d'en simplifier l'administration. Plusieurs modifications sont proposées:
- L'application de la taxe à toutes les étapes de production à partir du 1er août 1995 ;
- Les restrictions au remboursement de TVQ sur les achats des entreprises sont abolies (pour les plus petites dès le 1er août 1995 et pour les plus grandes entreprises à partir du 30 novembre 1996[17],[note 5]) ;
- Le seuil d'exemption pour percevoir et remettre la TVQ au ministère du Revenu est haussé à 30 000 $ par an.

Le ministre énonce dans son discours que les perspectives des finances publiques ne laissent que deux possibilités:
- Soit la récupération de toute la capacité fiscale par le gouvernement du Québec, si l'option de la souveraineté est choisie au cours du référendum à venir ;
- Soit la hausse de la TVQ d'un point au cours de l'année 1996.

### Autres taxes

#### Financement du remboursement de TVQ
| Taxe                         | Jusqu'au 9 mai 1995 | À partir du 10 mai 1995 |
| ---------------------------- | ------------------- | ----------------------- |
| Taxe sur le capital générale | 0,56 %              | 0,64 %                  |
| Taxe sur le capital spéciale | 1,12 %              | 1,28 %                  |
| Cotisation au FSS            | 3,75 %              | 4,25 %                  |

Afin de financer le remboursement de TVQ sur les intrants, les taux de la taxe sur le capital et de la contribution des entreprises au FSS sont haussés à partir du 10 mai 1995.
D'autres mesures fiscales sont également modifiées en raison du remboursement de TVQ :
- Le crédit d'impôt pour taxi est aboli au 30 novembre 1996 (puisque ce crédit d'impôt servait à compenser les restrictions au remboursement de la TVQ) ;
- La taxe sur les carburants portant sur le mazout est portée à 15,2 cents le litre à la même date pour la même raison.

#### Impôt sur les sociétés
Le budget annonce une limite au caractère remboursable de certains crédits d'impôts pour les entreprises. Les plus grandes entreprises (25 millions de dollars ou plus d'actif) ne peuvent plus demander le remboursement intégral des crédits d'impôts auxquels ils ont droit (le remboursement est limité au montant de taxe sur le capital et de contribution au FSS payés dans l'année). Les montants non remboursés sont reportables aux années futures.
Certains crédits d'impôts destinés aux entreprises sont modifiés par le budget :
- Le crédit d'impôt remboursable pour stage en milieu de travail est étendu à de nouvelles catégories d'étudiants[21] ;
- Le crédit d'impôt à l'augmentation de capital des PME (annoncé dans le budget 1991) est aboli[22].

## Réactions
Le budget suscite des réactions contrastées. Claude Picher de La Presse regrette le manque de précision du budget (parlant d'un vrai budget seulement en 1996) et pointe une « avalanche de petits cadeaux » envers certaines clientèles (les auteurs, les agriculteurs, la CSN qui obtient le droit d'opérer un fonds de solidarité). Il fait le parallèle avec le premier budget présenté par Paul Martin en 1994 qui avait précédé un budget beaucoup plus substantiel l'année suivante.
La possibilité de hausser la TVQ d'un point en 1996 si la souveraineté du Québec était rejetée lors du référendum (alors prévu pour l'automne) marque les esprits, comme en témoignent les titres à la une des journaux du lendemain  :
- « Une taxe sur le NON » (Michel Venne, Le Devoir)[24]
- « La carotte et le bâton » (Gilles Lesage, Le Devoir)[24]
- « La souveraineté ou des taxes! » (Denis Lessard, La Presse)

## Parcours législatif

### Débat et motion
La lecture du discours sur le budget ouvre un débat à l'Assemblée nationale qui se conclut le 9 mai 1995 avec le dépôt d'une motion approuvant la politique budgétaire du gouvernement. La motion est largement approuvée par vote le 23 mai 1995 selon les lignes de parti, le député de Montmorency Jean Filion, pourtant membre du caucus du Parti québécois qui forme le gouvernement, décide de s'abstenir de voter sur la motion relative à la politique budgétaire du gouvernement. Cet événement, hautement inusité, débouche sur son départ du caucus du Parti québécois le 12 juin 1995.
| Parti | Parti               | Pour | Contre | Abstention | Absent |
| ----- | ------------------- | ---- | ------ | ---------- | ------ |
|       | Parti québécois     | 62   | 0      | 1          | 14     |
|       | Parti libéral       | 0    | 38     | 0          | 9      |
|       | Action démocratique | 0    | 0      | 0          | 1      |
| Total | Total               | 62   | 38     | 1          | 24     |

### Projet de loi 108
Jean Campeau ayant quitté le poste de ministre des Finances quelques jours après le référendum, c'est Pauline Marois, nouvellement nommée ministre des Finances) qui présente le 29 novembre 1995 le projet de loi 108 qui implémente les mesures du budget 1995.
Le projet de loi est adopté à main levé le 14 décembre 1995 et est sanctionné le lendemain.

## Exécution
Le budget 1995-96 a été exécuté correctement malgré des rentrées fiscales inférieures de 737 millions aux prévisions. Des transferts fédéraux plus élevés que prévu, un bon contrôle des dépenses et la baisse du coût de la dette ayant permis d'atteindre (et même très légèrement dépasser) la cible de déficit public.
|                       |                     |                      |           |  |
| Indicateur            | 9 mai 1995 Discours | Résultats définitifs | Variation |  |
|                       |                     |                      |           |  |
| Revenus autonomes     | 30 845              | 30 108               | 737       |  |
| Transferts fédéraux   | 7 595               | 8 146                | 551       |  |
| Revenus totaux        | 38 440              | 38 254               | 186       |  |
|                       |                     |                      |           |  |
| Dépenses de programme | 36 198              | 36 182               | 16        |  |
| Service de la dette   | 6 217               | 6 038                | 179       |  |
| Dépenses              | 42 415              | 42 220               | 195       |  |
|                       |                     |                      |           |  |
| Déficit               | 3 975               | 3 966                | 9         |  |
|                       |                     |                      |           |  |

### Suites
Le 14 décembre 1995, Pauline Marois (nommée ministre des Finances au lendemain du référendum) annonce que le gouvernement n'exclut pas une hausse d'un point de la TVQ en 1996:

« Il est évident, M. le Président, que ce n'est jamais de gaieté de cœur qu'un gouvernement doit envisager une telle solution ou une telle avenue. Cependant, pour l'instant, c'est ce qui est prévu, tel qu'écrit au discours du budget du ministre des Finances qui a été déposé en cette Chambre en mai dernier. Je dis aux membres de cette Assemblée que je cherche effectivement une alternative, parce que, si nous pouvions en trouver une, nous l'appliquerions. »

— Pauline Marois, ministre des Finances